# 14. Dáil
Der 14. Dáil wurde am 30. Mai 1951 gewählt. Insgesamt 147 Abgeordnete (Teachtaí Dála) wurden in 42 Wahlkreisen mit dem Verfahren der übertragbaren Einzelstimmgebung (single transferable vote) bestimmt.

## Wahlausgang
siehe: Wahlen 1951

Sitzverteilung im 14. Dáil

Fianna Fáil und Fine Gael waren die stärksten Kräfte im Dáil. Die Fianna Fáil erreichte zwar nicht die absolute Mehrheit der Sitze, bildete aber eine Minderheitsregierung.
Der Dáil Éireann kam erstmals am 13. Juni 1951 zur konstituierenden Sitzung zusammen. Als Vorsitzender des Dáils (Ceann Comhairle) wurde Patrick Hogan (Labour) per Akklamation bestimmt. Seine Vertretung (Leas-Cheann Comhairle) wurde Cormac Breslin (Fianna Fáil).
Éamon de Valera wurde zum Taoiseach gewählt. Er bildete die Regierung De Valera X. Oppositionsführer (Ceannaire an Fhreasúra) war John A. Costello von der Fine Gael. 
Es folgten die Neuwahlen am 14. Mai 1954.
| Partei | Partei             | Vorsitzende/r im Dáil | Mai 1951: gewählte Teachtaí Dála | Apr. 1954: Teachtaí Dála | Veränderung |
| ------ | ------------------ | --------------------- | -------------------------------- | ------------------------ | ----------- |
|        | Fianna Fáil        | Éamon de Valera       | 69                               | 70                       | +1          |
|        | Fine Gael          | John A. Costello      | 40                               | 42                       | +2          |
|        | Labour Party       | William Norton        | 16                               | 14                       | −2          |
|        | Clann na Talmhan   | Joseph Blowick        | 6                                | 6                        | −           |
|        | Clann na Poblachta |                       | 2                                | 2                        | −           |
|        | Unabhängige        |                       | 14                               | 11                       | −3          |
|        | Ceann Comhairle    |                       | −                                | 1                        | +1          |
| Gesamt | Gesamt             | 147                   | 147                              | 147                      | –           |

## Teachtaí Dála
| Wahlkreis                  | Name                       | Partei (Teilgruppe) | Partei (Teilgruppe) | Partei (Teilgruppe) | Partei (Teilgruppe)                           | Im Amt seit        |
| Wahlkreis                  | Name                       | Zu Beginn des Dáil  | Zu Beginn des Dáil  | Zum Ende des Dáil   | Zum Ende des Dáil                             | Im Amt seit        |
| -------------------------- | -------------------------- | ------------------- | ------------------- | ------------------- | --------------------------------------------- | ------------------ |
| Carlow–Kilkenny            | Patrick Crotty             |                     | Fine Gael           | Fine Gael           | Fine Gael                                     | 18. Februar 1948   |
| Carlow–Kilkenny            | Thomas Derrig              |                     | Fianna Fáil         | Fianna Fáil         | Fianna Fáil                                   | 23. Juni 1927      |
| Carlow–Kilkenny            | Thomas Walsh               |                     | Fianna Fáil         | Fianna Fáil         | Fianna Fáil                                   | 18. Februar 1948   |
| Carlow–Kilkenny            | Joseph Hughes              |                     | Fine Gael           | Fine Gael           | Fine Gael                                     | 18. Februar 1948   |
| Carlow–Kilkenny            | Francis Humphreys          |                     | Fianna Fáil         | Fianna Fáil         | Fianna Fáil                                   | 13. Juni 1951      |
| Cavan                      | Patrick Smith              |                     | Fianna Fáil         | Fianna Fáil         | Fianna Fáil                                   | 19. September 1923 |
| Cavan                      | Patrick O’Reilly           |                     | Fine Gael           | Fine Gael           | Fine Gael                                     | 13. Juni 1951      |
| Cavan                      | Michael Sheridan           |                     | Fianna Fáil         | Fianna Fáil         | Fianna Fáil                                   | 9. März 1932       |
| Cavan                      | John Tully                 |                     | Clann na Poblachta  | Clann na Poblachta  | Clann na Poblachta                            | 18. Februar 1948   |
| Clare                      | Patrick Hillery            |                     | Fianna Fáil         | Fianna Fáil         | Fianna Fáil                                   | 13. Juni 1951      |
| Clare                      | Éamon de Valera            |                     | Fianna Fáil         | Fianna Fáil         | Fianna Fáil                                   | 21. Januar 1919    |
| Clare                      | Patrick Hogan              |                     | Labour              |                     | Ceann Comhairle                               | 18. Februar 1948   |
| Clare                      | William Murphy             |                     | Fine Gael           | Fine Gael           | Fine Gael                                     | 13. Juni 1951      |
| Cork Borough               | Thomas F. O’Higgins senior |                     | Fine Gael           |                     | verstorben am 1. November 1953                | 21. Juli 1937      |
| Cork Borough               | Stephen Barrett            |                     |                     |                     | Fine Gael Nachwahl für Thomas O’Higgins       | 21. Juli 1937      |
| Cork Borough               | Patrick McGrath            |                     | Fianna Fáil         | Fianna Fáil         | Fianna Fáil                                   | 14. Juni 1946      |
| Cork Borough               | Seán McCarthy              |                     | Fianna Fáil         | Fianna Fáil         | Fianna Fáil                                   | 13. Juni 1951      |
| Cork Borough               | Jack Lynch                 |                     | Fianna Fáil         | Fianna Fáil         | Fianna Fáil                                   | 18. Februar 1948   |
| Cork Borough               | James Hickey               |                     | Labour              | Labour              | Labour                                        | 18. Februar 1948   |
| Cork East                  | Patrick O’Gorman           |                     | Fine Gael           | Fine Gael           | Fine Gael                                     | 18. Februar 1948   |
| Cork East                  | Richard Barry              |                     |                     |                     | Fine Gael Nachwahl für Seán Keane             | 18. Juni 1953      |
| Cork East                  | Martin Corry               |                     | Fianna Fáil         | Fianna Fáil         | Fianna Fáil                                   | 23. Juni 1927      |
| Cork East                  | Seán Keane                 |                     | Labour              |                     | verstorben am 29. März 1953                   | 18. Februar 1948   |
| Cork North                 | Denis O’Sullivan           |                     | Fine Gael           | Fine Gael           | Fine Gael                                     | 13. Juni 1951      |
| Cork North                 | Patrick McAuliffe          |                     | Labour              | Labour              | Labour                                        | 9. Juni 1944       |
| Cork North                 | Seán Moylan                |                     | Fianna Fáil         | Fianna Fáil         | Fianna Fáil                                   | 9. März 1932       |
| Cork South                 | Dan Desmond                |                     | Labour              | Labour              | Labour                                        | 18. Februar 1948   |
| Cork South                 | Seán Buckley               |                     | Fianna Fáil         | Fianna Fáil         | Fianna Fáil                                   | 30. Juni 1938      |
| Cork South                 | Patrick Lehane             |                     | Independent         | Independent         | Independent                                   | 18. Februar 1948   |
| Cork West                  | Michael Pat Murphy         |                     | Labour              | Labour              | Labour                                        | 13. Juni 1951      |
| Cork West                  | Timothy O’Sullivan         |                     | Fianna Fáil         | Fianna Fáil         | Fianna Fáil                                   | 21. Juli 1937      |
| Cork West                  | Seán Collins               |                     | Fine Gael           | Fine Gael           | Fine Gael                                     | 18. Februar 1948   |
| Donegal East               | Neil Blaney                |                     | Fianna Fáil         | Fianna Fáil         | Fianna Fáil                                   | 7. Dezember 1948   |
| Donegal East               | Liam Cunningham            |                     | Fianna Fáil         | Fianna Fáil         | Fianna Fáil                                   | 13. Juni 1951      |
| Donegal East               | Daniel McMenamin           |                     | Fine Gael           | Fine Gael           | Fine Gael                                     | 9. März 1932       |
| Donegal East               | William Sheldon            |                     | Independent         | Independent         | Independent                                   | 1. Juli 1943       |
| Donegal West               | Joseph Brennan             |                     | Fianna Fáil         | Fianna Fáil         | Fianna Fáil                                   | 2. Juni 1951       |
| Donegal West               | Cormac Breslin             |                     | Fianna Fáil         | Fianna Fáil         | Fianna Fáil                                   | 21. Juli 1937      |
| Donegal West               | Patrick O’Donnell          |                     | Fine Gael           | Fine Gael           | Fine Gael                                     | 16. November 1949  |
| Dublin County              | Seán Dunne                 |                     | Labour              | Labour              | Labour                                        | 18. Februar 1948   |
| Dublin County              | Patrick Burke              |                     | Fianna Fáil         | Fianna Fáil         | Fianna Fáil                                   | 9. Juni 1944       |
| Dublin County              | Éamon Rooney               |                     | Fine Gael           | Fine Gael           | Fine Gael                                     | 18. Februar 1948   |
| Dublin North-Central       | Patrick McGilligan         |                     | Fine Gael           | Fine Gael           | Fine Gael                                     | 3. November 1923   |
| Dublin North-Central       | Vivion de Valera           |                     | Fianna Fáil         | Fianna Fáil         | Fianna Fáil                                   | 4. Dezember 1945   |
| Dublin North-Central       | Colm Gallagher             |                     | Fianna Fáil         | Fianna Fáil         | Fianna Fáil                                   | 2. Juni 1951       |
| Dublin North-East          | Jack Belton                |                     | Fine Gael           | Fine Gael           | Fine Gael                                     | 18. Februar 1948   |
| Dublin North-East          | Oscar Traynor              |                     | Fianna Fáil         | Fianna Fáil         | Fianna Fáil                                   | 9. März 1932       |
| Dublin North-East          | Harry Colley               |                     | Fianna Fáil         | Fianna Fáil         | Fianna Fáil                                   | 9. Juni 1944       |
| Dublin North-East          | Alfred Byrne               |                     | Independent         | Independent         | Independent                                   | 9. März 1932       |
| Dublin North-East          | Peadar Cowan               |                     | Independent         | Independent         | Independent                                   | 18. Februar 1948   |
| Dublin North-West          | Declan Costello            |                     | Fine Gael           | Fine Gael           | Fine Gael                                     | 13. Juni 1951      |
| Dublin North-West          | Cormac Breathnach          |                     | Fianna Fáil         | Fianna Fáil         | Fianna Fáil                                   | 9. März 1932       |
| Dublin North-West          | Alfred P. Byrne            |                     | Independent         |                     | verstorben am 26. Juli 1952                   | 18. Februar 1948   |
| Dublin North-West          | Thomas Byrne               |                     |                     |                     | Independent Nachwahl für Alfred P. Byrne      | 12. November 1952  |
| Dublin South-Central       | Maurice E. Dockrell        |                     | Fine Gael           | Fine Gael           | Fine Gael                                     | 1. Juli 1943       |
| Dublin South-Central       | Philip A. Brady            |                     | Fianna Fáil         | Fianna Fáil         | Fianna Fáil                                   | 13. Juni 1951      |
| Dublin South-Central       | James Larkin junior        |                     | Labour              | Labour              | Labour                                        | 1. Juli 1943       |
| Dublin South-Central       | John McCann                |                     | Fianna Fáil         | Fianna Fáil         | Fianna Fáil                                   | 6. Juni 1939       |
| Dublin South-Central       | Seán Lemass                |                     | Fianna Fáil         | Fianna Fáil         | Fianna Fáil                                   | 18. November 1924  |
| Dublin South-East          | Seán MacEntee              |                     | Fianna Fáil         | Fianna Fáil         | Fianna Fáil                                   | 21. Januar 1919    |
| Dublin South-East          | John A. Costello           |                     | Fine Gael           | Fine Gael           | Fine Gael                                     | 9. Juni 1944       |
| Dublin South-East          | Noel Browne                |                     | Independent         |                     | Fianna Fáil                                   | 18. Februar 1948   |
| Dublin South-West          | Michael ffrench-O’Carroll  |                     | Independent         |                     | Fianna Fáil                                   | 13. Juni 1951      |
| Dublin South-West          | Robert Briscoe             |                     | Fianna Fáil         | Fianna Fáil         | Fianna Fáil                                   | 11. Oktober 1927   |
| Dublin South-West          | Peadar S. Doyle            |                     | Fine Gael           | Fine Gael           | Fine Gael                                     | 19. September 1923 |
| Dublin South-West          | Bernard Butler             |                     | Fianna Fáil         | Fianna Fáil         | Fianna Fáil                                   | 1. Juli 1943       |
| Dublin South-West          | Seán MacBride              |                     | Clann na Poblachta  | Clann na Poblachta  | Clann na Poblachta                            | 29. Oktober 1947   |
| Dún Laoghaire and Rathdown | Liam Cosgrave              |                     | Fine Gael           | Fine Gael           | Fine Gael                                     | 1. Juli 1943       |
| Dún Laoghaire and Rathdown | Seán Brady                 |                     | Fianna Fáil         | Fianna Fáil         | Fianna Fáil                                   | 11. Oktober 1927   |
| Dún Laoghaire and Rathdown | Percy Dockrell             |                     | Fine Gael           | Fine Gael           | Fine Gael                                     | 13. Juni 1951      |
| Galway North               | Michael Donnellan          |                     | Clann na Talmhan    | Clann na Talmhan    | Clann na Talmhan                              | 1. Juli 1943       |
| Galway North               | Mark Killilea senior       |                     | Fianna Fáil         | Fianna Fáil         | Fianna Fáil                                   | 8. Februar 1933    |
| Galway North               | James Hession              |                     | Fine Gael           | Fine Gael           | Fine Gael                                     | 13. Juni 1951      |
| Galway South               | Patrick Cawley             |                     | Fine Gael           | Fine Gael           | Fine Gael                                     | 13. Juni 1951      |
| Galway South               | Frank Fahy                 |                     | Fianna Fáil         |                     | verstorben am 12. Juli 1953                   | 21. Januar 1919    |
| Galway South               | Robert Lahiff              |                     |                     |                     | Fianna Fáil Nachwahl für Frank Fahy.          | 21. August 1953    |
| Galway South               | Patrick Beegan             |                     | Fianna Fáil         | Fianna Fáil         | Fianna Fáil                                   | 9. März 1932       |
| Galway West                | John Mannion senior        |                     | Fine Gael           | Fine Gael           | Fine Gael                                     | 13. Juni 1951      |
| Galway West                | Gerald Bartley             |                     | Fianna Fáil         | Fianna Fáil         | Fianna Fáil                                   | 9. März 1932       |
| Galway West                | Peadar Duignan             |                     | Fianna Fáil         | Fianna Fáil         | Fianna Fáil                                   | 13. Juni 1951      |
| Kerry North                | Patrick Finucane           |                     | Independent         | Independent         | Independent                                   | 1. Juli 1943       |
| Kerry North                | Thomas McEllistrim senior  |                     | Fianna Fáil         | Fianna Fáil         | Fianna Fáil                                   | 19. September 1923 |
| Kerry North                | John Lynch                 |                     | Fine Gael           | Fine Gael           | Fine Gael                                     | 13. Juni 1951      |
| Kerry North                | Dan Spring                 |                     | Labour              | Labour              | Labour                                        | 1. Juli 1943       |
| Kerry South                | John Flynn                 |                     | Fianna Fáil         | Fianna Fáil         | Fianna Fáil                                   | 18. Februar 1948   |
| Kerry South                | Patrick Palmer             |                     | Fine Gael           | Fine Gael           | Fine Gael                                     | 18. Februar 1948   |
| Kerry South                | Honor Crowley              |                     | Fianna Fáil         | Fianna Fáil         | Fianna Fáil                                   | 4. Dezember 1945   |
| Kildare                    | Gerard Sweetman            |                     | Fine Gael           | Fine Gael           | Fine Gael                                     | 18. Februar 1948   |
| Kildare                    | Thomas Harris              |                     | Fianna Fáil         | Fianna Fáil         | Fianna Fáil                                   | 29. Juni 1931      |
| Kildare                    | William Norton             |                     | Labour              | Labour              | Labour                                        | 9. März 1932       |
| Leix–Offaly                | William Davin              |                     | Labour              | Labour              | Labour                                        | 6. Dezember 1922   |
| Leix–Offaly                | Oliver J. Flanagan         |                     | Fine Gael           | Fine Gael           | Fine Gael                                     | 1. Juli 1943       |
| Leix–Offaly                | Patrick Boland             |                     | Fianna Fáil         | Fianna Fáil         | Fianna Fáil                                   | 23. Juni 1927      |
| Leix–Offaly                | Peadar Maher               |                     | Fianna Fáil         | Fianna Fáil         | Fianna Fáil                                   | 13. Juni 1951      |
| Leix–Offaly                | Thomas F. O’Higgins        |                     | Fine Gael           | Fine Gael           | Fine Gael                                     | 18. Februar 1948   |
| Limerick East              | Michael Keyes              |                     | Labour              | Labour              | Labour                                        | 8. Februar 1933    |
| Limerick East              | Tadhg Crowley              |                     | Fianna Fáil         | Fianna Fáil         | Fianna Fáil                                   | 13. Juni 1951      |
| Limerick East              | James Reidy                |                     | Fine Gael           | Fine Gael           | Fine Gael                                     | 30. Juni 1938      |
| Limerick East              | Daniel Bourke              |                     | Fianna Fáil         |                     | verstorben am 13. April 1952                  | 11. Oktober 1927   |
| Limerick East              | John Carew                 |                     |                     |                     | Fine Gael Nachwahl für Daniel Bourke          | 26. Juni 1952      |
| Limerick West              | James John Collins         |                     | Fianna Fáil         | Fianna Fáil         | Fianna Fáil                                   | 18. Februar 1948   |
| Limerick West              | David Madden               |                     | Fine Gael           | Fine Gael           | Fine Gael                                     | 18. Februar 1948   |
| Limerick West              | Donnchadh Ó Briain         |                     | Fianna Fáil         | Fianna Fáil         | Fianna Fáil                                   | 8. Februar 1933    |
| Longford–Westmeath         | Seán Mac Eoin              |                     | Fine Gael           | Fine Gael           | Fine Gael                                     | 16. August 1921    |
| Longford–Westmeath         | Erskine Hamilton Childers  |                     | Fianna Fáil         | Fianna Fáil         | Fianna Fáil                                   | 30. Juni 1938      |
| Longford–Westmeath         | Frank Carter               |                     | Fianna Fáil         | Fianna Fáil         | Fianna Fáil                                   | 13. Juni 1951      |
| Longford–Westmeath         | Charles Fagan              |                     | Fine Gael           | Fine Gael           | Fine Gael                                     | 8. Februar 1933    |
| Longford–Westmeath         | Michael Kennedy            |                     | Fianna Fáil         | Fianna Fáil         | Fianna Fáil                                   | 23. Juni 1927      |
| Louth                      | Frank Aiken                |                     | Fianna Fáil         | Fianna Fáil         | Fianna Fáil                                   | 19. September 1923 |
| Louth                      | Laurence Walsh             |                     | Fianna Fáil         | Fianna Fáil         | Fianna Fáil                                   | 13. Juni 1951      |
| Louth                      | James Coburn               |                     | Fine Gael           |                     | verstorben am 5. Dezember 1953                | 23. Juni 1927      |
| Louth                      | George Coburn              |                     |                     |                     | Fine Gael Nachwahl für James Coburn.          | 3. März 1954       |
| Mayo North                 | Patrick Browne             |                     | Fine Gael           | Fine Gael           | Fine Gael                                     | 21. Juli 1937      |
| Mayo North                 | Thomas O’Hara              |                     | Clann na Talmhan    | Clann na Talmhan    | Clann na Talmhan                              | 13. Juni 1951      |
| Mayo North                 | Patrick Joseph Ruttledge   |                     | Fianna Fáil         |                     | verstorben am 8. Mai 1952                     | 16. August 1921    |
| Mayo North                 | Phelim Calleary            |                     |                     |                     | Fianna Fáil Nachwahl für Patrick J. Ruttledge | 26. Juni 1952      |
| Mayo South                 | Seán Flanagan              |                     | Fianna Fáil         | Fianna Fáil         | Fianna Fáil                                   | 13. Juni 1951      |
| Mayo South                 | Joseph Blowick             |                     | Clann na Talmhan    | Clann na Talmhan    | Clann na Talmhan                              | 1. Juli 1943       |
| Mayo South                 | Mícheál Ó Móráin           |                     | Fianna Fáil         | Fianna Fáil         | Fianna Fáil                                   | 30. Juni 1938      |
| Mayo South                 | Dominick Cafferky          |                     | Clann na Talmhan    | Clann na Talmhan    | Clann na Talmhan                              | 13. Juni 1951      |
| Meath                      | Patrick Giles              |                     | Fine Gael           | Fine Gael           | Fine Gael                                     | 21. Juli 1937      |
| Meath                      | Michael Hilliard           |                     | Fianna Fáil         | Fianna Fáil         | Fianna Fáil                                   | 1. Juli 1943       |
| Meath                      | Matthew O’Reilly           |                     | Fianna Fáil         | Fianna Fáil         | Fianna Fáil                                   | 23. Juni 1927      |
| Monaghan                   | James Dillon               |                     | Independent         | Independent         | Independent                                   | 9. März 1932       |
| Monaghan                   | Patrick Maguire            |                     | Fianna Fáil         | Fianna Fáil         | Fianna Fáil                                   | 18. Februar 1948   |
| Monaghan                   | Bridget Rice               |                     | Fianna Fáil         | Fianna Fáil         | Fianna Fáil                                   | 30. Juni 1938      |
| Roscommon                  | John Finan                 |                     | Clann na Talmhan    | Clann na Talmhan    | Clann na Talmhan                              | 13. Juni 1951      |
| Roscommon                  | Jack McQuillan             |                     | Independent         | Independent         | Independent                                   | 18. Februar 1948   |
| Roscommon                  | Gerald Boland              |                     | Fianna Fáil         | Fianna Fáil         | Fianna Fáil                                   | 19. September 1923 |
| Roscommon                  | John Beirne                |                     | Clann na Talmhan    | Clann na Talmhan    | Clann na Talmhan                              | 1. Juli 1943       |
| Sligo–Leitrim              | Stephen Flynn              |                     | Fianna Fáil         | Fianna Fáil         | Fianna Fáil                                   | 9. März 1932       |
| Sligo–Leitrim              | Eugene Gilbride            |                     | Fianna Fáil         | Fianna Fáil         | Fianna Fáil                                   | 18. Februar 1948   |
| Sligo–Leitrim              | Patrick Rogers             |                     | Fine Gael           | Fine Gael           | Fine Gael                                     | 13. Juni 1951      |
| Sligo–Leitrim              | Mary Reynolds              |                     | Fine Gael           | Fine Gael           | Fine Gael                                     | 21. Juli 1937      |
| Sligo–Leitrim              | Joseph Roddy               |                     | Fine Gael           | Fine Gael           | Fine Gael                                     | 18. Februar 1948   |
| Tipperary North            | John Fanning               |                     | Fianna Fáil         | Fianna Fáil         | Fianna Fáil                                   | 13. Juni 1951      |
| Tipperary North            | Mary Ryan                  |                     | Fianna Fáil         | Fianna Fáil         | Fianna Fáil                                   | 9. Juni 1944       |
| Tipperary North            | Daniel Morrissey           |                     | Fine Gael           | Fine Gael           | Fine Gael                                     | 6. Dezember 1922   |
| Tipperary South            | Michael Davern             |                     | Fianna Fáil         | Fianna Fáil         | Fianna Fáil                                   | 18. Februar 1948   |
| Tipperary South            | Dan Breen                  |                     | Fianna Fáil         | Fianna Fáil         | Fianna Fáil                                   | 9. März 1932       |
| Tipperary South            | Richard Mulcahy            |                     | Fine Gael           | Fine Gael           | Fine Gael                                     | 9. Juni 1944       |
| Tipperary South            | Patrick Crowe              |                     | Fine Gael           | Fine Gael           | Fine Gael                                     | 13. Juni 1951      |
| Waterford                  | Bridget Redmond            |                     | Fine Gael           |                     | verstorben am 3. Mai 1952                     | 8. Februar 1933    |
| Waterford                  | William Kenneally          |                     |                     |                     | Fianna Fáil Nachwahl für Bridget Redmond      | 26. Juni 1952      |
| Waterford                  | Thomas Kyne                |                     | Labour              | Labour              | Labour                                        | 18. Februar 1948   |
| Waterford                  | Patrick Little             |                     | Fianna Fáil         | Fianna Fáil         | Fianna Fáil                                   | 23. Juni 1927      |
| Waterford                  | John Ormonde               |                     | Fianna Fáil         | Fianna Fáil         | Fianna Fáil                                   | 29. Oktober 1947   |
| Wexford                    | Denis Allen                |                     | Fianna Fáil         | Fianna Fáil         | Fianna Fáil                                   | 17. August 1936    |
| Wexford                    | John O’Leary               |                     | Labour              | Labour              | Labour                                        | 1. Juli 1943       |
| Wexford                    | Brendan Corish             |                     | Labour              | Labour              | Labour                                        | 4. Dezember 1945   |
| Wexford                    | Anthony Esmonde            |                     | Fine Gael           | Fine Gael           | Fine Gael                                     | 13. Juni 1951      |
| Wexford                    | James Ryan                 |                     | Fianna Fáil         | Fianna Fáil         | Fianna Fáil                                   | 21. Januar 1919    |
| Wicklow                    | Thomas Brennan             |                     | Fianna Fáil         |                     | verstorben 22. Januar 1953                    | 9. Juni 1944       |
| Wicklow                    | Patrick Cogan              |                     | Independent         |                     | Fianna Fáil                                   | 21. Juli 1937      |
| Wicklow                    | James Everett              |                     | Labour              | Labour              | Labour                                        | 9. September 1922  |
| Wicklow                    | Mark Deering               |                     |                     |                     | Fine Gael Nachwahl für Thomas Brennan         | 18. Juni 1953      |

1. Dáil (1919–1921) |
2. Dáil (1921–1922) |
3. Dáil (1922–1923) |
4. Dáil (1923–1927) |
5. Dáil (1927) |
6. Dáil (1927–1932) |
7. Dáil (1932–1933) |
8. Dáil (1933–1937) |
9. Dáil (1937–1938) |
10. Dáil (1938–1943) |
11. Dáil (1943–1944) |
12. Dáil (1944–1948) |
13. Dáil (1948–1951) |
14. Dáil (1951–1954) |
15. Dáil (1954–1957) |
16. Dáil (1957–1961) |
17. Dáil (1961–1965) |
18. Dáil (1965–1969) |
19. Dáil (1969–1973) |
20. Dáil (1973–1977) |
21. Dáil (1977–1981) |
22. Dáil (1981–1982) |
23. Dáil (1982) |
24. Dáil (1982–1987) |
25. Dáil (1987–1989) |
26. Dáil (1989–1992) |
27. Dáil (1992–1997) |
28. Dáil (1997–2002) |
29. Dáil (2002–2007) |
30. Dáil (2007–2011) |
31. Dáil (2011–2016) |
32. Dáil (2016–2020) |
33. Dáil (2020–2024) |
34. Dáil (seit 2024)